# 柏木昭
柏木 昭（かしわぎ あきら、1927年 - 2023年12月30日）は、日本の福祉学者、聖学院大学名誉教授。神奈川県生まれ。青山学院専門学校卒、1954年ボストン大学スクール・オブ・ソーシャルワーク卒業（マスター・オブ・サイエンス）。1955-87年国立精神衛生研究所勤務、1988年淑徳大学教授、1998年聖学院大学教授。聖学院大学総合研究所人間福祉スーパービジョンセンター顧問。
昭和18年 海軍士官養成校である海軍兵学校へ入学。入校時の校長が井上成美である。卒業前に終戦(20年8月15日)。
昭和22年~25年 青山学院専門学校建築科入学。 同25年~27年横須賀基督教社会館勤務。ソーシャルワークという専門職 に出会い、E.W.トムソン先生の勧めでアメリカ留学生試験を経て、同27 年ボストン大学スクール・オブ・ソーシャルワークに学び、昭和29年に 帰国。
昭和30年、国立精神衛生研究所に入職、研究職技官。 退官後，淑徳大学、聖学院大学で、教鞭をとる。昭和40年、日本精神医学ソーシャルワーカー協会(日本精神保健福祉士協会)を創設。
日本精神保健福祉士協会名誉会長、日本社会福祉学会名誉会員、国立精神衛生研究所名誉研究員、日本デイケア学会理事長（2008年まで）、NPO法人けやき精神保健福祉会理事長（東京都杉並区）。

## 著書
- 『親と子の精神衛生』日本基督教団出版部 女性と生活シリーズ 1963年
- 『ケースワーク入門』川島書店 1966年

### 共編著
- 『社会福祉と心理学』越智浩二郎共著 一粒社 1977年
- 『精神医学ソーシャル・ワーク』編 岩崎学術出版社 1986年
- 『医療と福祉のインテグレーション』籏野脩一共編 へるす出版 1997年
- 『精神保健福祉援助技術総論』精神保健福祉士養成セミナー 大野和男と編集代表 へるす出版 1998年
- 『精神保健福祉論』精神保健福祉士養成セミナー 高橋一と編集代表 へるす出版 1998年
- 『精神科リハビリテーション学』徳永純三郎,荒田寛,木太直人と編集代表 へるす出版 1998年
- 『精神保健福祉援助演習』石川到覚, 荒田寛と編集代表 へるす出版 2005年 精神保健福祉士養成セミナー 改訂第3版
- 『精神保健福祉援助技術総論』大野和男, 荒田寛と編集代表 へるす出版 2005年 精神保健福祉士養成セミナー 改訂第3版
- 『これからの精神保健福祉 精神保健福祉士ガイドブック 第4版 荒田寛,佐々木敏明共編 へるす出版 2009年
- 『ソーシャルネットワーク協働の思想 "クリネー"から"トポス"へ』佐々木敏明, 荒田寛共著 へるす出版 2010年
- 『みんなで参加し共につくる 福祉の役わり・福祉のこころ』岸川洋治共著 聖学院大学出版会 2011年
- 『ソーシャルワーカーを支える人間福祉スーパービジョン』中村磐男共編著 聖学院大学出版会 2012年
- 『「いま、ここで」のかかわり 福祉の役わり・福祉のこころ』石川到覚共著 聖学院大学出版会 2013年

### 翻訳
- オーバートン,ティンカー編『ケースワークノートブック』仲村優一共訳 川島書店 1969年
- オーバートン, ティンカー編『家族中心ケースワーク』仲村優一共訳 川島書店 1977年

## 参考
- [ISBN　978-4-915832-92-5]